# مورشباخ
مورشباخ (به آلمانی: Mörschbach) یک شهر در آلمان است که در راین-هونسروک واقع شده‌است. مورشباخ ۳۲۸ نفر جمعیت دارد.